# سوزانا هيركيولانو-هوزيل
سوزانا هيركولانو هوزيل عالمة أعصاب برازيلية. مجال عملها الرئيسي هو علم التشريح العصبي المقارن. تتضمن النتائج التي توصلت إليها طريقة حساب عدد الخلايا العصبية لأدمغة الإنسان والحيوانات الأخرى  والعلاقة بين منطقة القشرة الدماغية وسمك وعدد الطيات القشرية. 

## السيرة الشخصية
ولدت سوزانا هيركولانو هوزيل عام 1972 في ريو دي جانيرو. تخرجت بدرجة في علم الأحياء من الجامعة الفيدرالية في ريو دي جانيرو (1992) ، وحصلت على درجة الماجستير من كيس ويسترن ريزيرف (1995) ، ودكتوراه في علم الأعصاب من جامعة باريس السادسة (1999). كانت أيضًا زميلة في أبحاث ما بعد الدكتوراه في معهد ماكس بلانك لأبحاث الدماغ (1999).
كانت هيركولانو هوزيل عضو هيئة تدريس في الجامعة الفيدرالية في ريو دي جانيرو من عام 2002 إلى مايو 2016 ، عندما انتقلت إلى جامعة فاندربيلت . 
نشرت كتبا عن جعل العلم للعموم وكتبت أعمدة في جريدة فولها دي إس باولو ومجلة العلوم الأمريكية بالبرازيل . كانت أول متحدثة برازيلية على مؤتمر تيد جلوبال في عام 2013.  
فازت بجائزة خوسيه ريس للتواصل العلمي عام 2004.

## المنشورات
- الميزة البشرية: فهم جديد لكيفية تحول دماغنا إلى شيء رائع، محررة: ذا ميت بريس؛ (2016).(ردمك 0262034255)

## روابط خارجية
- سوزانا هيركيولانو-هوزيل منشورات مفهرسة من قبل جوجل سكولار

- الموقع الرسمي
</img>
- سوزانا هيركولانو هوزيل كوريكولو لاتيس في سي ان بي كيو